# Schron amunicyjny „Tonie”
Schron amunicyjny „Tonie” – część fortyfikacji Twierdzy Kraków.
Schron został wzniesiony przy mobilizacyjnej rozbudowie twierdzy w latach 1914–1915 według poprawionego projektu standardowego. Ma konstrukcję kamienno-ceglaną ze stropem stalowo-betonowym, pokrytym blachą. Schron ma jedno duże pomieszczenie magazynowe doświetlone dwoma oknami. Podzielono je ścianką działową z cegły na przedsionek i izbę właściwą. W ściance działowej znajduje się otwór strzelniczy osłaniający wejście. Stosowano oświetlenie naftowe, lampy umieszczano w niszach ściennych zamykanych oszklonymi drzwiczkami. Wejście do schronu zamykane było dwuskrzydłowymi drzwiami pancernymi i kratą ze stalowych prętów na ramie z kątownika, okna zabezpieczały okiennice pancerne. Obiekt wkomponowany jest w naturalny nasyp ziemny. Schron zachowany jest w dobrym stanie, zachował dwuskrzydłową kratę zamykającą. Drzwi i okiennice pancerne zostały zezłomowane.